# J. K. Gibson-Graham
Pour les articles homonymes, voir Gibson, Julie Graham (homonymie) et Graham.
J K. Gibson-Graham est un pseudonyme partagé par les géographes économistes féministes Katherine Gibson et Julie Graham. Le duo est connu notamment pour son ouvrage The End of Capitalism (As We Knew It) et pour avoir popularisé et développé le concept de « capitalocentrisme ».

## Biographie
Leur premier livre The End of Capitalism (As We Knew It) est publié en 1996, suivi de A Postcapitalist Politics en 2006. Les deux chercheuses ont également fondé le Community Economies Research Network (CERN) et le Community Economies Collective (CEC), « des réseaux collaboratifs internationaux de chercheurs qui partagent un intérêt à théoriser, discuter, représenter et finalement adopter de nouvelles visions de l'économie ».
Katherine Gibson est professeure à l'Institut de la culture et de la société de l'Université occidentale de Sydney. Julie Graham meurt le 4 avril 2010 des suites d'un cancer,.

## Travaux
Leurs recherches consistent à repenser l'économie et le développement économique. Elles et le Community Economies Collective s'appuient sur l'économie politique, le poststructuralisme, le féminisme et la recherche communautaire en cours pour poursuivre trois grandes orientations de recherche[réf. souhaitée] :
- Produire un langage de l'économie diversifiée qui met en évidence la variété des transactions, des formes de travail, des relations de classe, des types d'entreprises, des relations écologiques et des dynamiques de développement dans les économies contemporaines ;
- Générer des récits, des modèles et des projets de développement anticapitaliste et alternatifs ;
- Construire et renforcer les économies communautaires en place grâce à la recherche-action locale.

## Importance
J. K. Gibson-Graham apporte d'importantes contributions à la compréhension des économies communautaires et de la géographie économique. Dans A Postcapitalist Politics et The End of Capitalism (As We Knew It), Gibson-Graham « propose de construire un nouveau langage de la diversité économique » qui contribue à la compréhension des structures économiques possibles. Les autrices utilisent une analyse marxiste du capitalisme, mais elles soutiennent que le capitalisme est surdéterminé et qu'il existe de nombreuses pratiques économiques non capitalistes qui existent à côté de lui. Sur la base de cette idée, elles élaborent une « politique du possible » qui explore des alternatives aux pratiques économiques d'exploitation. Comme le note un critique, Gibson-Graham « rejette l'idée que les économies capitalistes soient des systèmes étroitement organisés » et présente plutôt l'économie comme un conglomérat « de nombreuses entreprises différentes, dont seules certaines se regroupent autour de transactions de marché ».

En 1996, Gibson-Graham popularise et approfondit la discussion sur un concept appelé « capitalocentrisme » :
Ce terme fait référence à la représentation dominante de toutes les activités économiques en termes de leur relation au capitalisme [...] Nos tentatives pour déstabiliser l'hégémonie du capitalocentrisme ont inclus un certain nombre de stratégies théoriques :

 1) la production de différentes représentations de l'identité économique ;

 2) le développement de différents récits de développement économique.
Leur travail se concentre sur le dépassement d'un point de vue « capitalocentrique  » et la reconnaissance du large éventail d'institutions économiques qui coexistent au sein d'une formation sociale donnée.

## Récompense
- Médaille internationale d'Australie en 2011[9].

## Publications

### Ouvrages
- The end of capitalism (as we knew it) : a feminist critique of political economy, Minneapolis, University of Minnesota Press, 2006 (ISBN 978-0-8166-9844-8 et 0-8166-9844-9).
- (en) A Postcapitalist Politics, Minneapolis, University of Minnesota Press, 2006, 360 p..
- avec J. Cameron et S. Healy : (en) Take Back the Economy: An Ethical Guide for Transforming our Communities, Minneapolis, University of Minnesota Press, 2013.

### Articles
- (en) « Waiting for the Revolution, or How to Smash Capitalism while Working at Home in Your Spare Time », Rethinking Marxism, vol. 6, no 2,‎ 1993, p. 10–24.
- (en) « The Violence of Development: Two political imaginaries », Development, vol. 47, no 1,‎ 2004, p. 27-34.
- (en) « A feminist project of belonging for the Anthropocene », Gender, Place & Culture: A Journal of Feminist Geography, vol. 18 I, no 1,‎ 2011, p. 1-21.

### Direction d'ouvrages collectifs
- avec S. Resnick et R. Wolff : 
  - (en) Class and Its Others, Minneapolis, University of Minnesota Press, 2000, 258 p..
  - (en) Re/presenting Class: Essays in Postmodern Marxism, Durham, Duke University Press, 2001, 319 p..